# Rzgów (stad)
Rzgów is een stad in het woiwodschap Łódź in Polen. De gemeente Rzgów heeft ongeveer 9.000 inwoners.

## Bekende personen
- De zanger van Ich Troje, Michał Wiśniewski, woont samen met zijn vrouw in Rzgów.